# Costa Sant'Abramo
Costa Sant'Abramo è una frazione del comune lombardo di Castelverde.

## Geografia fisica
L'abitato è caratterizzato da vistosi dislivelli in quanto giace in parte su un terrazzo affacciato sulla paleovalle del Morbasco.

## Storia
La località è un piccolo borgo agricolo di antica origine. Deve il proprio nome alla sua antica posizione, lungo la costa del lago Gerundo.
In età napoleonica (1807) Costa Sant'Abramo fu aggregata alla città di Cremona; recuperò l'autonomia con la costituzione del Regno Lombardo-Veneto (1816).
All'Unità d'Italia (1861) contava 520 abitanti. Il comune di Costa Sant'Abramo fu aggregato nel 1868 al comune di Breda de' Bugni, che nell'occasione mutò il nome in Castelverde.
Il centro abitato ha conosciuto un grande sviluppo demografico ed edilizio, favorito dalla vicinanza alla statale Paullese e alla città di Cremona.
L'antica chiesa parrocchiale è stata pesantemente rimaneggiata intorno al 1965 dall'allora parroco Don Ivo Azzali che coraggiosamente ne girò l'orientamento perché risultasse verso il centro abitato.
L'abside venne riedificato e poi dipinto nel 1975 dal pittore Walter Madoi. Vi è rappresentata la crocifissione di Cristo quale momento tragico ma di speranza per chi crede.
Si tratta dell'ultima opera del pittore che, segnato dalla malattia, volle lasciare in questo modo la sua ultima testimonianza spirituale e artistica.